# A Festa dos Seus Sonhos
A Festa dos Seus Sonhos é um álbum de vídeo do grupo brasileiro Rouge, lançado em 22 de dezembro de 2003. Foi gravado em 21 de setembro de 2003, durante um show para 23 mil pessoas, no estádio do Pacaembú, em São Paulo, para celebrar um ano de existência da banda. A Rede Bandeirantes o exibiu na integra e com exclusividade em 2 de novembro.

## Faixas
O show, que também foi gravado e distribuído em DVD, contém as seguintes faixas:
| N.º | Título                  | Duração |  |
| 1.  | "Abertura"              |         |  |
| 2.  | "C'est La Vie"          |         |  |
| 3.  | "Beijo Molhado"         |         |  |
| 4.  | "Olha Só"               |         |  |
| 5.  | "Me Faz Feliz"          |         |  |
| 6.  | "Te Deixo Tocar"        |         |  |
| 7.  | "Um Anjo Veio Me Falar" |         |  |
| 8.  | "Não Dá Pra Resistir"   |         |  |
| 9.  | "Fantasma"              |         |  |
| 10. | "Depois Que Tudo Mudou" |         |  |
| 11. | "Hoje Eu Sei"           |         |  |
| 12. | "Brilha La Luna"        |         |  |
| 13. | "Ragatanga"             |         |  |
| 14. | "Vem Cair Na Zueira"    |         |  |
| 15. | "Quando Chega A Noite"  |         |  |
| 16. | "Ragatanga (Bis)"       |         |  |
| 17. | "Brilha La Luna (Bis)"  |         |  |

## Bônus
O DVD também inclui as meninas do Rouge ensinando as coreografias das suas músicas mais famosas como Ragatanga, Não Dá Pra Resistir, Brilha La Luna, Beijo Molhado, Me Faz Feliz, Vem Cair na Zueira e C'est La Vie. E também dois videoclipes de Brilha La Luna e Um Anjo Veio Me Falar.

## Prêmios
O DVD recebeu 2 prêmios, no "Capricho Awards 2004" e "Troféu Universo Musical 2004", além de ter sido indicado ao "Prêmio Multishow de Música Brasileira", todas na categoria "Melhor DVD".
| Ano  | Prêmio                                | Categoria  | Resultado |
| ---- | ------------------------------------- | ---------- | --------- |
| 2003 | Prêmio Multishow de Música Brasileira | Melhor DVD | Nomeado   |
| 2004 | Capricho Awards 2004                  | Melhor DVD | Venceu    |
| 2004 | Troféu Universo Musical 2004          | Melhor DVD | Venceu    |